# Aeroportul Internațional Basra
Aeroportul Internațional Basra (IATA: BSR, ICAO: ORMM) este un aeroport din Al-Basra, Irak ce deservește zona Basra. Aeroportul a fost tranzitat în 2019 de 984.985 de pasageri. A fost deschis în 1960 și numit după zona deservită.
Situat la o altitudine de 3 m, aeroportul dispune de 1 pistă.

## Infrastructură

### Piste
Aeroportul dispune de o singură pistă. Pista 14/32 are suprafața de beton și dimensiunile 4.000 m × 45 m. 